# Stadion Olimpijski w Shenyang
Stadion Olimpijski w Shenyang (chiń. 沈阳奥林匹克体育中心; pinyin Chényáng Àolínpǐkè Tǐyùzhōngxīn) – stadion wielofunkcyjny w mieście Shenyang w północno-wschodnich Chinach. Został wzniesiony specjalnie z myślą o igrzyskach olimpijskich w 2008, w czasie których był jedną z aren turnieju piłkarskiego. Trybuny mieszczą 60 tysięcy widzów.
Stadion jest częścią większego kompleksu sportowego, w którego skład wchodzą również hala sportowa na 10 tysięcy widzów oraz pływalnia i korty tenisowe (po 4 tysiące osób).